# امینه اردوغان
آمینه اردوغان (ترکی استانبولی: Emine Erdoğan، زاده ۲۱ فوریهٔ ۱۹۵۵، سابقاً گلباران (به ترکی استانبولی: Gülbaran)) بانوی اول ترکیه و همسر رجب طیب اردوغان، رئیس‌جمهور ترکیه است.
وی در شهر کوچک سیرت در جنوب شرق ترکیه در نزدیکی مرز عراق با ترکیه در خانواده‌ای با اصالت عرب دیده به جهان گشود اما در شهر استانبول بزرگ شد. در ۴ ژوئیه ۱۹۷۸ با رجب طیب اردوغان ازدواج نمود و حاصل این ازدواج دو پسر به نام‌های بلال و احمد و دو دختر به نام‌های سمیه و اسرا است.
نام مادرش خیریه و پدرش جمال است. امینه گلباران بعد از ۴ پسر به نام‌های حسین، حسن، ایوب و علی به دنیا آمد. ۴ سال بیشتر نداشت که پدرش به استانبول مهاجرت کرد. امینه ۱۵ سال داشت که به اصرار و اجبار برادر بزرگ خود حسین که ۱۲ سال از او بزرگ‌تر بود، ملزم به استفاده از حجاب شد. او در تمام سفرهایی که همسرش را همراهی می‌کند با پوشش اسلامی ظاهر می‌شود.

## نگارخانه

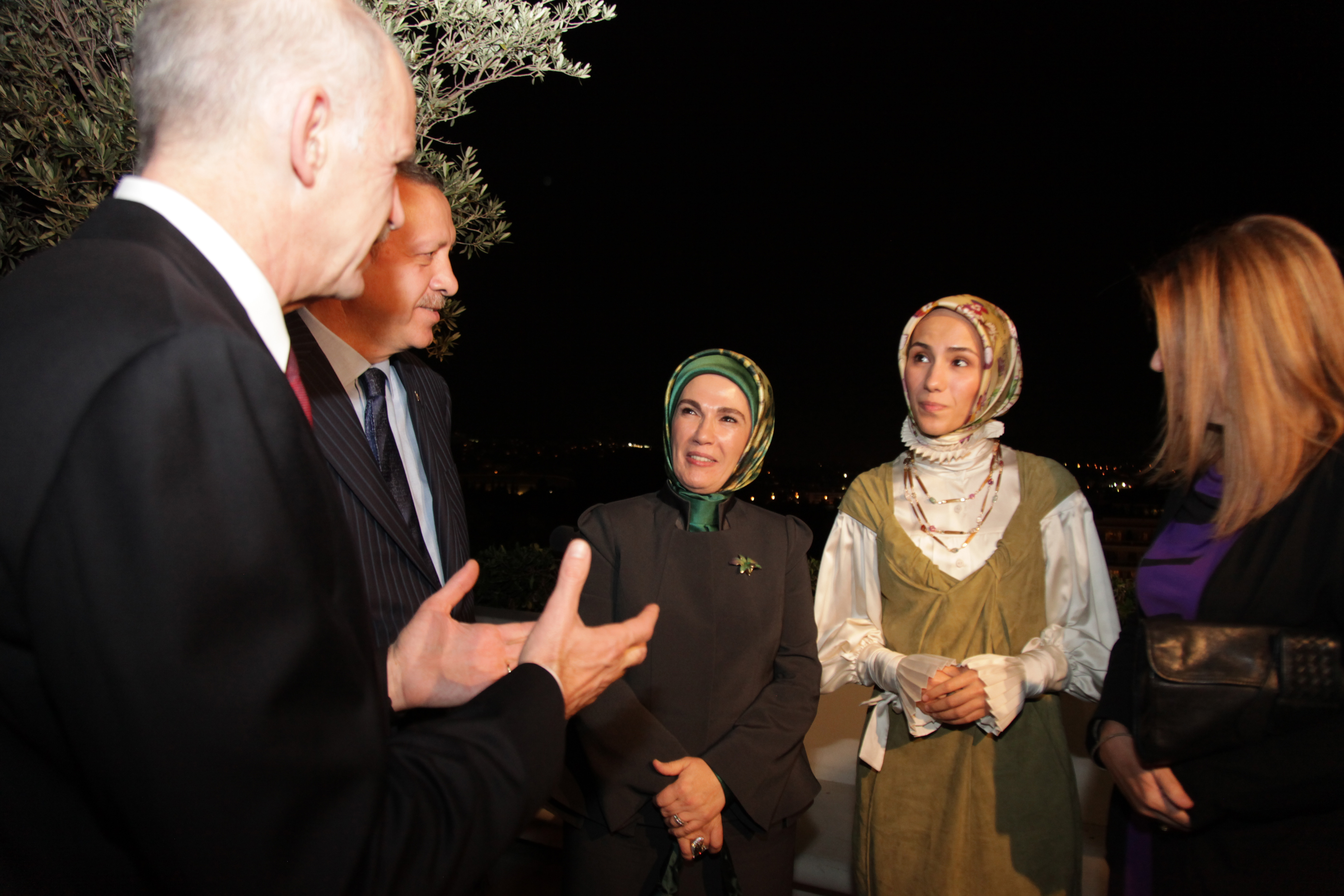
همراه با همسرش و دخترش سمیه در یونان
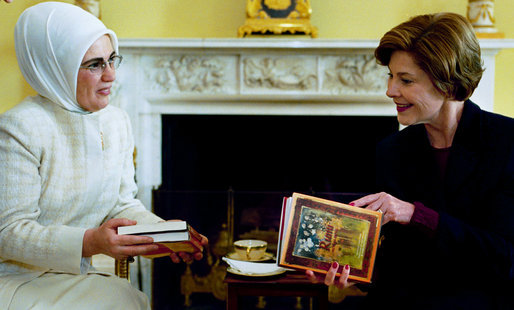
همراه با لورا بوش
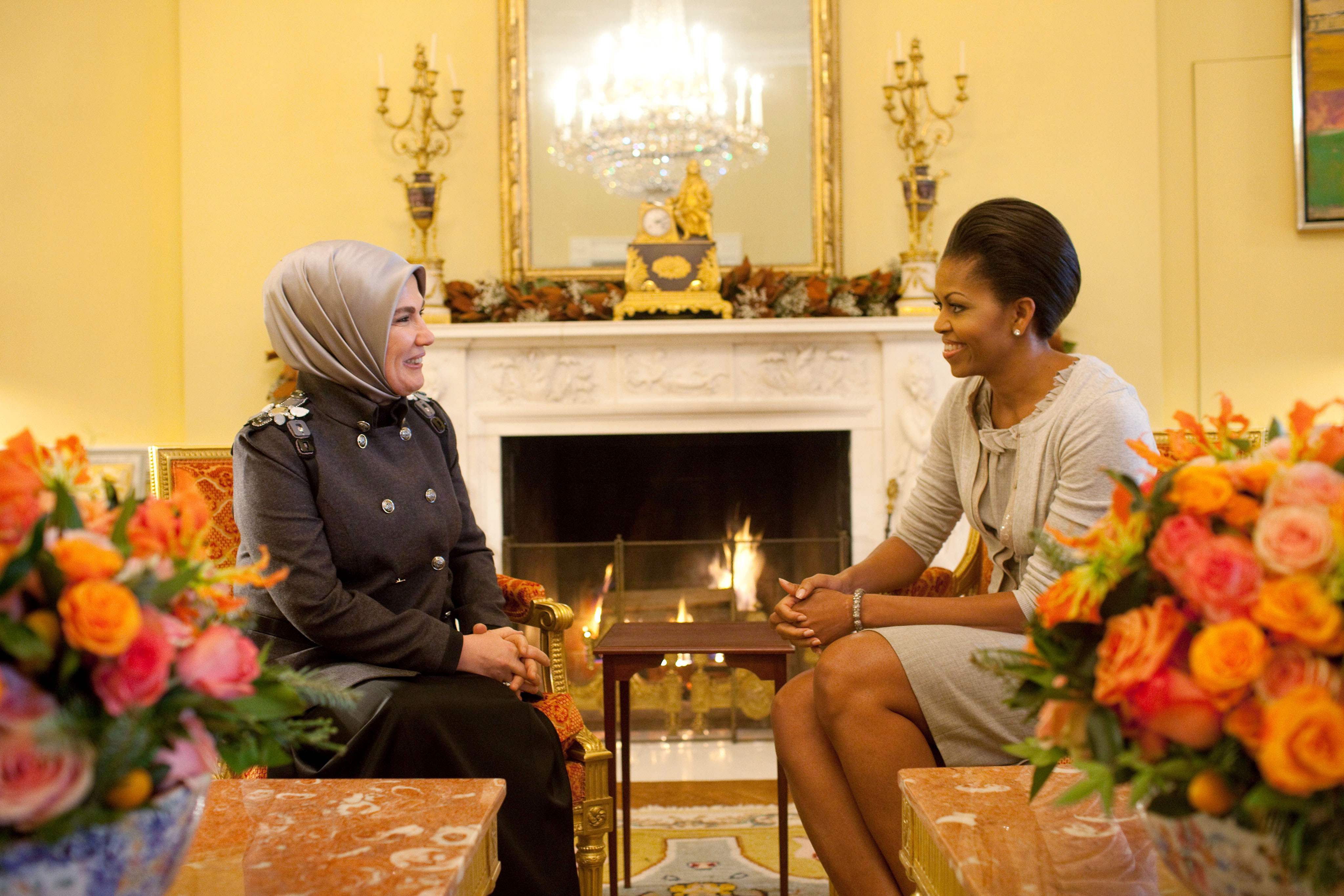
همراه با میشل اوباما
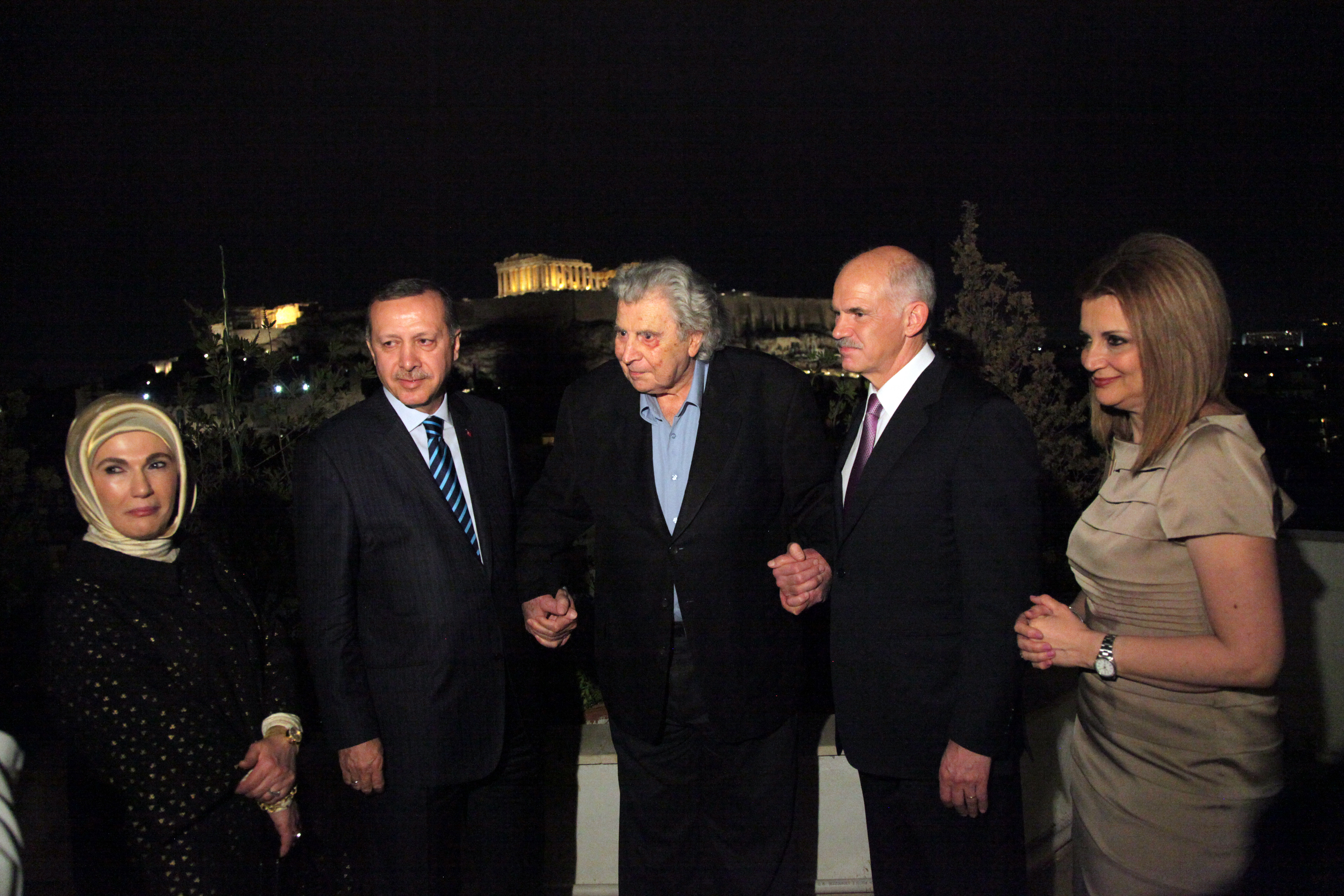
همراه با همسرش، میکیس تئودوراکیس و نخست‌وزیر یونان